# Skunk Works
Skunk Works es un pseudónimo oficial para los Programas de Desarrollo Avanzado de Lockheed Martin, anteriormente llamado Proyectos de Desarrollo Avanzado de Lockheed. Skunk Works es responsable del diseño de una serie de aeronaves, programas de I+D altamente clasificados y plataformas para aeronaves sofisticadas. Skunk Works opera en la Planta 42 de la Fuerza Aérea de Estados Unidos en Palmdale (California), así como en la Planta 4 en Fort Worth (Texas). Se cree que gran parte de las pruebas clasificadas se llevan a cabo en zonas como el Campo de Pruebas de Nevada.
El primer modelo de la historia a manos de Skunk Works fue el P-38 Lightning desarrollado en 1939 y después le siguió el P-80 Shooting Star en 1943. Los ingenieros de Skunk Works desarrollaron posteriormente el U-2, el SR-71 Blackbird, el F-117 Nighthawk, el F-22 Raptor y el F-35 Lightning II, este último  utilizado por las fuerzas aéreas de varios países.
El nombre Skunk Works se tomó de un relato de una tira cómica del Li'l Abner en la que se describía una fábrica llamada "Skonk Oil" (Aceite de Mofeta). La designación “skunk works” (literalmente, los Trabajos de la Mofeta) es un término utilizado ampliamente en ingeniería y campos técnicos para describir a un grupo dentro de una organización al cual se le da un alto grado de autonomía y que no está  afectado por la burocracia, con el propósito de trabajar en proyectos secretos o avanzados.

## Origen del término

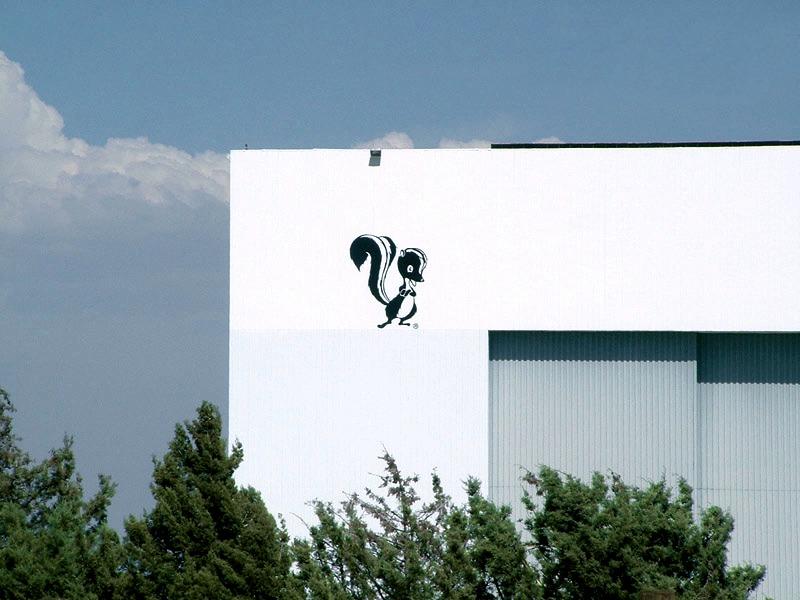
El logo de Skunk Works, tal y como se puede apreciar en uno de los hangares de la Lockheed Martin

El término “Skunk Works” es una adaptación tomada de una tira cómica escrita por Al Capp en el Li'l Abner, una serie de publicaciones satíricas que fueron inmensamente populares desde 1935 hasta 1950. La "Skonk Works" era una fábrica en ruinas situada en las remotas afueras de Dogpatch, en los bosques de Kentucky. Según la historieta, decenas de lugareños sufrían anualmente los humos tóxicos del "aceite de mofeta" concentrado, que se elaboraba y embarrilaba diariamente por "Big Barnsmell" (conocido como el solitario "topo" de Skonk Works), que molía mofetas muertas y zapatos usados en un alambique humeante, para algún propósito misterioso y no específico.
A mediados de 1939, cuando Lockheed se estaba expandiendo rápidamente, el proyecto YP-38 se trasladó a unas cuantas calles de distancia, a la recientemente adquirida destilería 3G, también conocida como destilería Tres G o GGG. Lockheed se hizo a cargo del edificio, pero el olor agrio del puré de bourbon persistía, en parte porque el grupo de edificios seguía almacenando barriles de whisky añejo. El primer YP-38 se construyó allí antes de que el equipo regresara a la fábrica principal de Lockheed un año después. En 1964 Kelly Johnson le dijo a la revista Look que la destilería de bourbon era la primera de cinco instalaciones de la Lockheed Skunk Works.
Durante el desarrollo del P-80 Shooting Star, el equipo de ingeniería de Johnson se encontraba junto a una maloliente fábrica de plásticos. Según las memorias de Ben Rich, un ingeniero hizo la broma de presentarse un día a trabajar con una máscara antigás de Protección Civil. Debido al olor y al secretismo que envolvía al proyecto, otro ingeniero, Irv Culver, hizo alusión a la instalación llamándola con el nombre de "Skonk Works". Como el desarrollo era muy secreto, se les dijo a los empleados que tuvieran cuidado incluso con la forma en cómo  respondían a las llamadas telefónicas. Un día, cuando el Departamento de la Marina estaba tratando de comunicarse con la administración de Lockheed para el proyecto P-80, la llamada fue transferida accidentalmente al escritorio de Culver. Culver contestó a la llamada en su estilo característico de la época, cogiendo el teléfono y diciendo: "Skonk Works, topo Culver". "¿Qué?", respondió la voz al otro lado del teléfono. Y Culver repitió de nuevo: "Skonk Works". Desde aquel momento el mote Skonk Works terminó siendo el nombre adoptado por esta organización. Culver dijo más tarde en una entrevista realizada en 1993 que "cuando Kelly Johnson se enteró del incidente me echó de inmediato. En realidad no me importaba, ya que me echaba unas dos veces al día".

## Lockheed Martin y la División Skunk Works

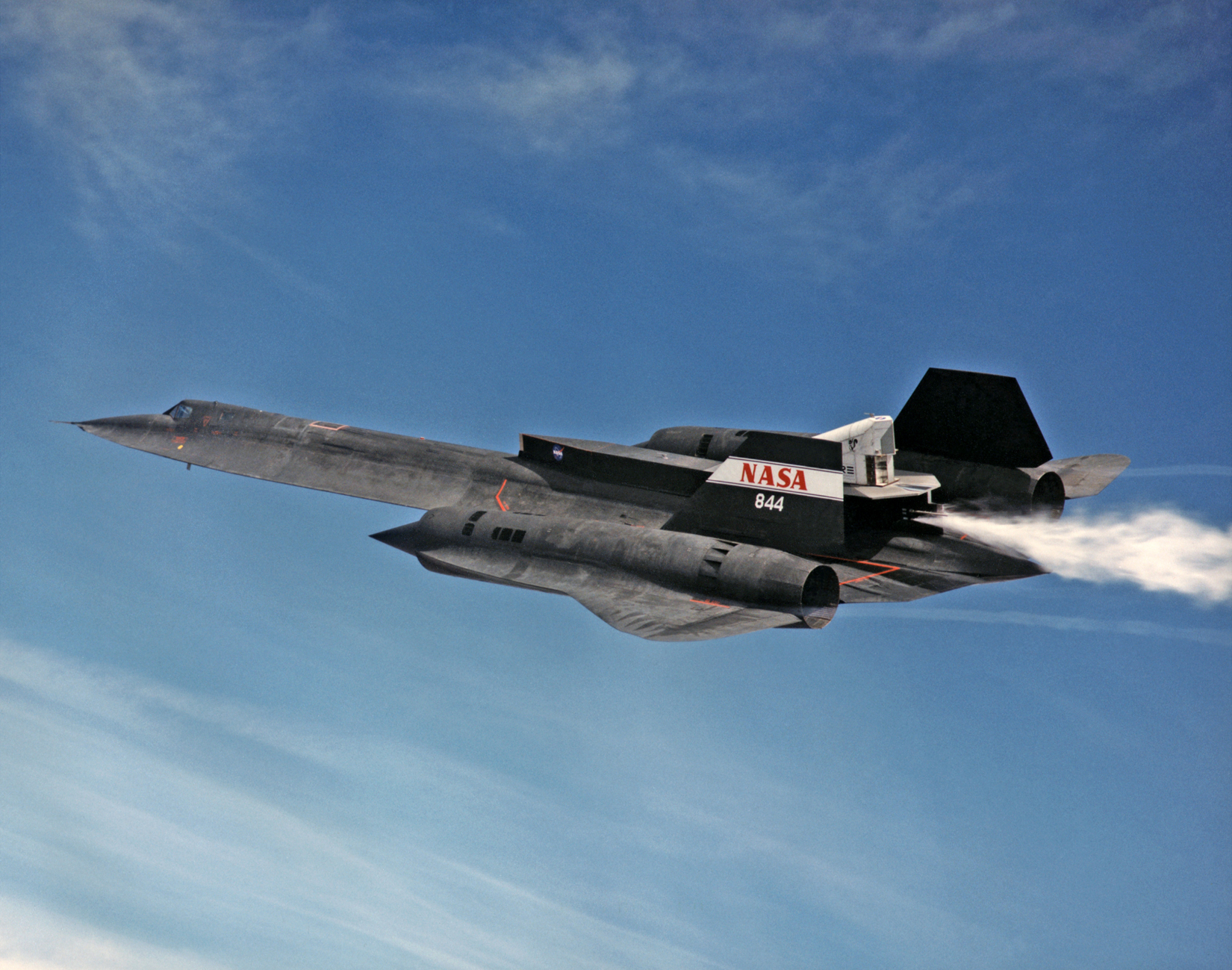
Uno de los mayores y modernos proyectos de Skunk Works, el SR-71 Blackbird.

Skunk Works fue fundada durante la Segunda Guerra Mundial cuando Lockheed estaba a cargo de la construcción de un caza de alta velocidad y maniobrabilidad para competir con el diseño alemán de Messerschmitt. El modelo 22 de Lockheed, salió en diciembre de 1938 e hizo su vuelo debutante el 27 de enero de 1939.
La Lockheed Martin considera el mes de nacimiento de Skunk Works en junio de 1943 conocido a día de hoy:
El Comando de Servicio Táctico Aéreo (ATSC) de la Fuerza Aérea del Ejército se reunió con la Lockheed Aircraft Corporation para expresar su necesidad de contar con un avión de caza a reacción. Una amenaza rápidamente creciente de un avión a reacción alemán dio a la Lockheed una oportunidad para desarrollar un armazón de aviación alrededor del motor más poderoso que las fuerzas aliadas tienen acceso a los Goblin Británicos. Lockheed fue elegido para desarrollar el avión a reacción a causa de su pasado interés en el desarrollo de aeronaves y sus anteriores contratos con la Fuerza Aérea. Un més después de la reunión entre el Comando de Servicio Táctico Aéreo y la Lockheed, un joven ingeniero con el nombre de Clarence L. "Kelly" Johnson y otros ingenieros asociados emitieron parte de una propuesta del avión XP-80 al Comando de Servicio Táctico Aéreo. Dos días más tarde el visto bueno fue dado a la Lockheed Martin para iniciar el desarrollo y se creó Skunk Works, con Kelly Johnson al mando. El contrato para el XP-80 no llegó a la Lockheed hasta el 16 de octubre de 1943; unos cuatro meses después el trabajo ya había comenzado. Esto resultaría ser una práctica común dentro de la Skunk Works. Muchas veces un cliente que vendría a Skunk Works con una petición y un apretón de manos y el proyecto se iniciaba, sin contratos en vigor, ni los procesos de presentación oficiales. Kelly Johnson y su equipo de diseño de Skunk Works construyeron el XP-80 en sólo 143 días, siete menos del máximo permitido conforme al contrato.
Posteriormente, cerca de finalizar la Segunda Guerra Mundial, Skunk Works fue asignado para desarrollar el primer avión de caza a reacción operacional estadounidense, el P-80 Shooting Star. Un pequeño equipo de ingenieros dirigido por Kelly Johnson creó el primer prototipo en sólo 143 días. (Kelly Johnson encabezó la Skunk Works hasta 1975. Fue sustituido por Ben Rich.) 
En 1955, Skunk Works recibió un contrato para construir un avión espía conocido como el U-2 con la intención de sobrevolar la Unión Soviética y fotografiar zonas de interés estratégico. El U-2 fue puesto a prueba en Groom Lake, en el desierto de Nevada. El primer sobrevuelo tuvo lugar el 4 de julio de 1956. El U-2 abandonó los sobrevuelos cuando Francis Gary Powers fue derribado durante una misión el 1 de mayo de 1960, mientras sobrevolaba Rusia.
Skunk Works predijo que el U-2 había limitado su vida operacional sobre la Unión Soviética. La CIA estaba de acuerdo. Skunk Works obtuvo un contrato a fines de 1959 para construir cinco aeronaves A-12 a un costo de 96 millones de dólares. La construcción de una aeronave Mach 3,0 de titanio que presentaba unas enormes dificultades y el primer vuelo no se produjo hasta 1962. Varios años más tarde, la Fuerza Aérea de los Estados Unidos se interesó en el diseño, y ordenó la construcción del Lockheed SR-71, una perfeccionada versión de dos plazas del A-12. Esta primera aeronave surcó los cielos en 1966 y continuó en servicio hasta 1998. El Vehículo aéreo no tripulado D-21, con un diseño similar al Blackbird se construyó para sobrevolar China. Esta aeronave no tripulada por encima de los especialmente modificados aviones de reacción A-12, conocido como M-21, de los cuales hay dos construidos.
Después de finalizar la Guerra Fría en 1989, la Lockheed había reorganizado sus operaciones y trasladó a la Skunk Works a la Zona 10 de la Planta 42 de la Fuerza Aérea de los Estados Unidos en Palmdale, California, donde permanece en funcionamiento a día de hoy.
El término "Skunk Works" es un distintivo de marca comercial registrada de la Lockheed Martin, la compañía también posee varios registros de la misma con la Oficina de Registros y Patentes de los Estados Unidos. 

### Aeronaves
- P-38 Lightning
- P-80 Shooting Star
- XF-90
- F-104 Starfighter
- U-2
- QT-2PC PRIZE CREW
- Army-Lockheed YO-3A
- A-12 Oxcart
- SR-71 Blackbird
- D-21 Tagboard
- XST (Have Blue)
- F-117 Nighthawk
- F-22 Raptor
- X-35
- X-27
- Polecat
- QSST Quiet Supersonic Transport
- SR-91 Aurora (sin confirmar)
- SR-72 Stealth Reconnaissance UAV

### Vehículos Aéreos no tripulados
- Lockheed D-21/M-21
- Lockheed Martin RQ-170 Sentinel

### Buques
- Sea Shadow (IX-529)